# Бистра Мурешулуј (Муреш)
Бистра Мурешулуј (рум. Bistra Mureșului) насеље је у Румунији у округу Муреш у општини Деда. Oпштина се налази на надморској висини од 484 m.

## Становништво
Према подацима из 2002. године у насељу је живело 1128 становника.

### Попис2002.
| Расподела становништва по националности 2002.‍ | Расподела становништва по националности 2002.‍ | Расподела становништва по националности 2002.‍ | Расподела становништва по националности 2002.‍ | Расподела становништва по националности 2002.‍ |
| --------------------------------------------- | --------------------------------------------- | --------------------------------------------- | --------------------------------------------- | --------------------------------------------- |
|                                               |                                               |                                               |                                               |                                               |
| Румуни                                        | Румуни                                        |                                               | 1.060                                         | 94,1%                                         |
| Мађари                                        | Мађари                                        |                                               | 52                                            | 4,6%                                          |
| Роми                                          | Роми                                          |                                               | 15                                            | 1,3%                                          |